# Screenpal
ScreenPal (anteriormente conhecido como Screencast-O-Matic) é um software de captura e gravação de tela multiplataforma desenvolvido originalmente em 2006.

## Hisória
A empresa foi fundada por AJ Gregory em 2006 como Screencast-O-Matic. O software inclui recursos para gravação de tela, captura de tela, edição de vídeo, e um serviço de hospedagem de vídeos e imagens. Está disponível para Windows e sistemas operacionais Mac, e tem aplicativos mobile para iOS e Android.
A empresa lançou um editor de vídeo em 2015. Ela começou a oferecer hospedagem gratuita de vídeos e imagens em 2019, com opções de hospedagem premium para assinantes.
Em 2022, foram introduzidos recursos de quizzes e análises em vídeo interativos. No mesmo ano, a empresa lançou um serviço de storyboard em vídeo chamado Stories.
Em 2023, foi renomeado como ScreenPal.